# Путлиц
Путлиц (нем. Putlitz) — город в Германии, в земле Бранденбург.
Входит в состав района Пригниц. Подчиняется управлению Путлиц-Берге. Население составляет 2780 человек (на 31 декабря 2010 года). Занимает площадь 118,49 км². Официальный код — 12 0 70 325.
Город подразделяется на 13 городских районов.
| Год  | Население |
| ---- | --------- |
| 2005 | 3098      |
| 2010 | 2850      |

## Фотогалерея
- Ратуша
- Церковь
- Кирха
- Burghofer Herrenhaus
- Nebengebäude am Burghofer Herrenhaus
- Burghof
- Herrenhaus Philippshof
- Bergfried der Burg Putlitz
- Бывшая водяная мельница
- Ernst-Thälmann-Str. 1
- Ernst-Thälmann-Str. 2
- Ernst-Thälmann-Str. 8
- Ernst-Thälmann-Str. 9
- Ernst-Thälmann-Str. 14
- Ernst-Thälmann-Str. 43
- Ehemaliges Schrankenwärterhäuschen am Bahnhof, jetzt Museum